# Miltochrista delineata
Miltochrista delineata är en fjärilsart som beskrevs av Walker 1854. Miltochrista delineata ingår i släktet Miltochrista och familjen björnspinnare. Inga underarter finns listade i Catalogue of Life.